# Окичоби (округ)
Окичо́би (англ. Okeechobee county) — округ штата Флорида Соединённых Штатов Америки. На 2000 год в нем проживало 35 910 человек. По оценке бюро переписи населения США в 2008 году население округа составляло 40 359 человек. Окружным центром является город Окичоби.

## История
Округ Окичоби был сформирован в 1917 году. Своё название он получил от озера Окичоби, что на языке Хитчити означает «большая вода».

## География
Округ расположен в центральной части штата. Граничит с округами: Индиан-Ривер (на северо-востоке), Мартин и Сент-Люси (на востоке), Палм-Бич (на юго-востоке), Глэйдс и Хендри (на юго-западе), Хайлендс (на западе), Полк и Осеола (на северо-западе).

## Население
По данным переписи 2000 года население округа составляет 35 910 человек.  Расовый состав: белые – 79,28%; афроамериканцы – 7,92%; азиаты – 0,67%; коренные американцы – 0,54%; океанийцы – 0,04%; другие расы – 9,56%; представители двух и более рас – 1,99%. Возрастная структура: до 18 лет: 25,2%; от 18 до 24 лет: 9,5%; от 25 до 44 лет: 27,1%; от 45 до 64 лет: 21,9%; старше 64 лет – 16,3%. Средний возраст населения – 37 лет. На каждые 100 женщин приходится 115,5 мужчин.
Динамика роста населения:
- 1940: 	3 000 чел.
- 1950: 	3 454 чел.
- 1960: 	6 424 чел.
- 1970: 	11 233 чел.
- 1980: 	20 264 чел.
- 1990: 	29 627 чел.
- 2000: 	35 910 чел.
- 2010: 	39 996 чел.